# 创新中路站
创新中路站（前称唐镇东站）位于中华人民共和国上海市浦东新区唐镇香华山区域，是上海地铁2号线的地铁车站。于2010年4月8日启用。

## 车站构造

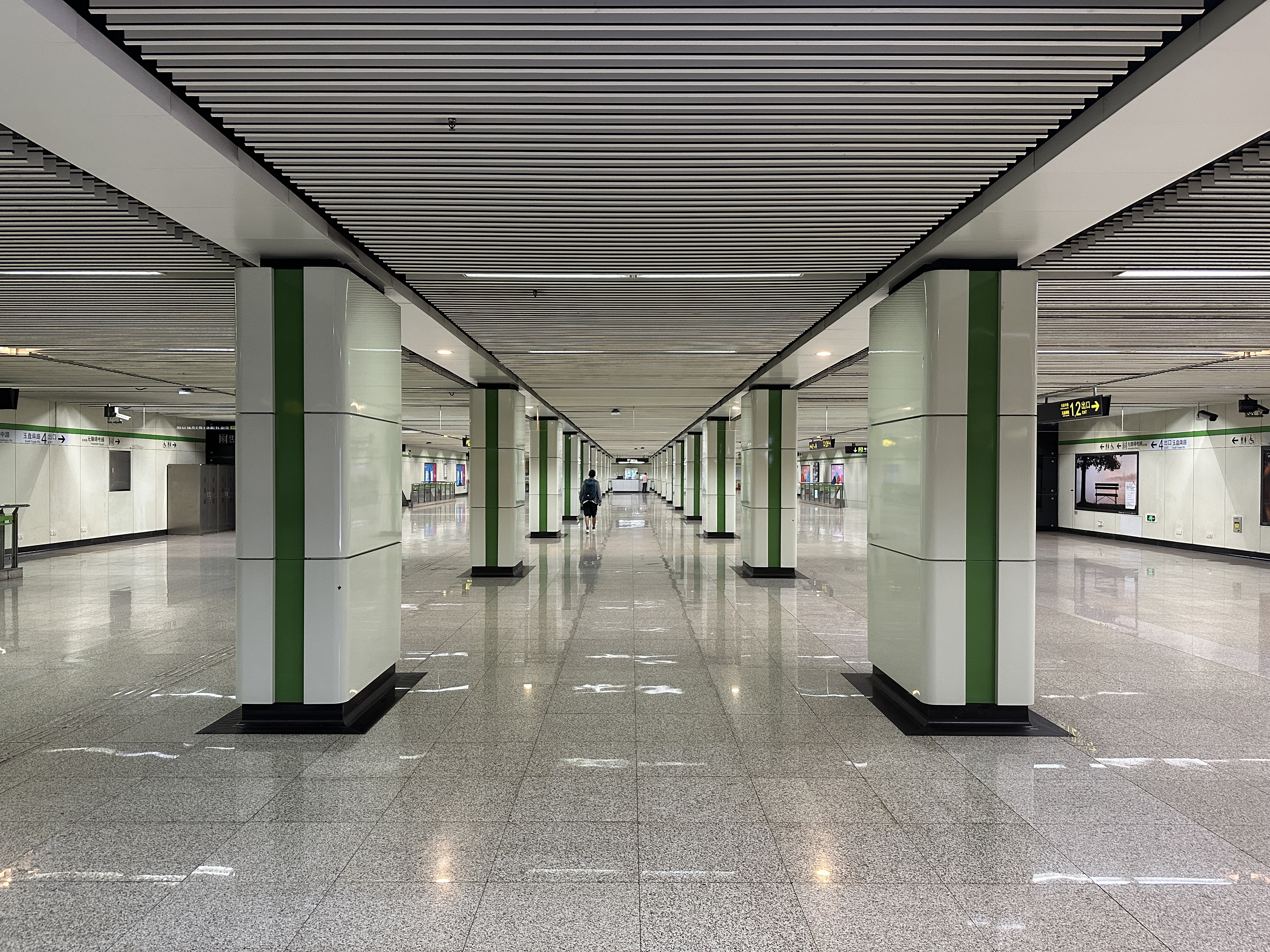
站厅

### 车站楼层
| 地面层   | 出入口             | 1-2、4出入口                           |                    |                    |
| 地下一层 | 站厅               | 票务服务、自动售票机、人工服务台       |                    |                    |
| 地下二层 | 侧式站台，右侧开门 | 侧式站台，右侧开门                     | 侧式站台，右侧开门 | 侧式站台，右侧开门 |
|          | ①站台              | █ 2号线 往国家会展中心（唐镇）         |                    |                    |
|          |                    | █ 2号线 存车线                         |                    |                    |
|          | ②站台              | █ 2号线 往浦东1号2号航站楼（华夏东路） |                    |                    |
|          | 侧式站台，右侧开门 |                                        |                    |                    |

## 车站出口
创新中路站目前开放3个出入口，各出入口如下所示：
| 出口编号            | 出口指示           | 照片 |
| ------------------- | ------------------ | ---- |
| 1 · 出口            | 玉盘南路           |      |
| 2 · 出口            | 玉盘南路，创新中路 |      |
| 4 · 出口 · （设有） | 玉盘南路           |      |
| 图例： 设有         |                    |      |

## 公交换乘
636、川张高专线、上川专线、合庆3路、浦东1路、浦东2路